# Hariana
Hariana je plemeno zebu chované v severní Indii. Oblastí původu je stát Harijána, hojně rozšířen a ceněn je též ve státech Paňdžáb a Uttarpradéš a v severní části Madhjapradéše. Hariana je zebu středního tělesného rámce s hlubokým hrudníkem a výrazným hrbem. Končetiny jsou dlouhé. Čelo zvířat je klenuté, uši středně dlouhé, rohy jsou malé, vysoko nasazené a směřují dozadu. Zbarvení je bílé až šedé.
Je to skot především pracovní, voli dorůstají výšky 155 cm v kohoutku a spřežení dvou volů může táhnout náklad o hmotnosti jedné tuny do vzdálenosti 30 km rychlostí 3 km/h. Hariana je plemeno pozdní, věk při prvním otelení je 40–60 měsíců a mezidobí činí 480–630 dní. Co se mléčné užitkovosti týče, průměrná roční produkce je 800 kg mléka s vyšším obsahem tuku.